# Luis Zavala
Luis Zavala Armejo (Lima, 20 de diciembre de 1940) es un exfutbolista peruano. Jugaba de delantero y su primer equipo fue Universitario de Deportes de Perú.

## Trayectoria
Debutó profesionalmente con Universitario de Deportes el año 1961. En su paso por el cuadro merengue, Lucho es recordado por ser el cerebro del equipo, jugando de mediocampista defensivo, ofensivo, interior derecho hasta 1967. Compartió dupla en la volante mixta con Luis Cruzado, otro referente crema. Ambos campeones en 1964. Zavalita era el antecesor de Roberto Chale. 
Posteriormente fue traspasado a KDT Nacional, donde se convirtió en el goleador del equipo en los torneos de los Campeonatos nacionales de 1968 y 1969. 
Durante 1970 fue transferido al equipo de Deportivo Municipal para finalizar su carrera de futbolista.
Después de haberse retirado del fútbol profesional, Zavala hizo un curso como entrenador en la Asociación del Fútbol Peruano. Una vez consiguió ese título, dirigió al Deportivo Municipal interinamente en 1976. Después fue el técnico de Coronel Bolognesi en 1977, y del CNI de Iquitos en 1982.

## Selección nacional
Fue internacional con la Selección de Perú el año 1965, registrando en su estadística 6 partidos jugados y 2 goles marcados.

### Participaciones en Clasificatorias
| Eliminatorias                 | País       | Resultado | Posición   | Partidos | Goles |
| ----------------------------- | ---------- | --------- | ---------- | -------- | ----- |
| Eliminatorias Inglaterra 1966 | Inglaterra | Eliminado | 2º Grupo 3 | 3        | 2     |

## Clubes

### Como jugador
| Club                      | País | Año       |
| ------------------------- | ---- | --------- |
| Universitario de Deportes | Perú | 1961-1967 |
| KDT Nacional              | Perú | 1968-1969 |
| Deportivo Municipal       | Perú | 1970      |

### Como entrenador
| Club                 | País | Año  |
| -------------------- | ---- | ---- |
| Universitario (int.) | Perú | 1975 |
| Deportivo Municipal  | Perú | 1976 |
| Carlos A. Mannucci   | Perú | 1977 |
| CNI                  | Perú | 1982 |

## Estadísticas
| 1961  | 3  | 0  |
| 1962  | 17 | 4  |
| 1963  | 11 | 1  |
| 1964  | 19 | 7  |
| 1965  | 25 | 9  |
| 1966  | 14 | 2  |
| 1967  | 5  | 0  |
| Total | 94 | 23 |

## Palmarés
| Título                     | Club          | País | Año  |
| -------------------------- | ------------- | ---- | ---- |
| Campeonato Nacional        | Universitario | Perú | 1964 |
| Campeonato Descentralizado | Universitario | Perú | 1966 |
| Campeonato Descentralizado | Universitario | Perú | 1967 |